# Las Meninas (obra de teatro)
Las Meninas es una obra de teatro escrita por Antonio Buero Vallejo y estrenada en el Teatro Español, de Madrid, el 9 de diciembre de 1960.

## Sinopsis
Ambientada en la corte de Felipe IV, se centra en la figura del pintor Velázquez y su relación con el entorno que lo rodea, desde una perspectiva intemporal con actitudes y circunstancias que bien podrían trasplantarse del siglo XVII, en el que se desarrolla la pieza, a 1959, año en que fue escrita.

## Estreno
- Dirección: José Tamayo.
- Intérpretes: Carlos Lemos, Gabriel Llopart, Victoria Rodríguez (sustituida luego por Gemma Cuervo), Luisa Sala, Manuel Arbó, María Rus, Fernando Guillén, Simón Cabido.

## Adaptación para televisión
El 27 de junio de 1974, TVE ofreció una adaptación de José Osuna en el espacio Noche de teatro, con dirección del adaptador y realización de Manuel Ripoll.
- Reparto: 
  - VELÁZQUEZ: José María Rodero.
  - Otros, por orden de intervención:
    - MARTÍN: Miguel Ángel.
    - PEDRO BRIONES: Andrés Mejuto.
    - DOÑA MARCELA: Montserrat Julió.
    - JUAN PAREJA: José Caride.
    - BAUTISTA DEL MAZO: José Albiach.
    - DOÑA JUANA PACHECO: Cándida Losada.
    - JOSÉ NIETO: Enrique Vivó.
    - ANGELO NARDI: José María Navarro.
    - El MARQUÉS: Arturo López.
    - La INFANTA MARÍA TERESA: Inma de Santi.
    - NICOLASILLO PERTUSATO: Pablo del Hoyo.
    - MARI BÁRBOLA: Lina de Hevia.
    - El REY FELIPE IV: Josep María Pou.

  - Otros más: Avelino Cánovas, Toñi Matellanes, Mercedes Lezcano, Ana María Cabarcos, María Elena Martín, Fernando Chinarro, Damián Velasco, Paquita Clavijo, Ofelia Zapico, Julio Tejela, Juan A. Vidal.